# Верхньохозятово
Верхньохозя́тово (рос. Верхнехозятово, башк. Үрге Хәжәт) — присілок у складі Чишминського району Башкортостану, Росія. Входить до складу Шингак-Кульської сільської ради.
Населення — 91 особа (2010; 103 в 2002).
Національний склад:
- башкири — 83 %

Стара назва — Верхній Хозят.